# Argeiopsis kensleyi
Argeiopsis kensleyi är en kräftdjursart som beskrevs av Christopher B. Boyko och Syed Muhammad Anwar Kazmi 2005. Argeiopsis kensleyi ingår i släktet Argeiopsis och familjen Bopyridae. Inga underarter finns listade i Catalogue of Life.